# Corydale intermédiaire
Corydalis intermedia
Espèce
Classification APG III (2009)
La Corydale intermédiaire (Corydalis intermedia) est une espèce de plantes à fleurs de la famille des Fumariaceae selon la classification classique de Cronquist (1981) ou des Papaveraceae selon la classification phylogénétique. C'est une plante herbacée trouvée en Europe.

## Description

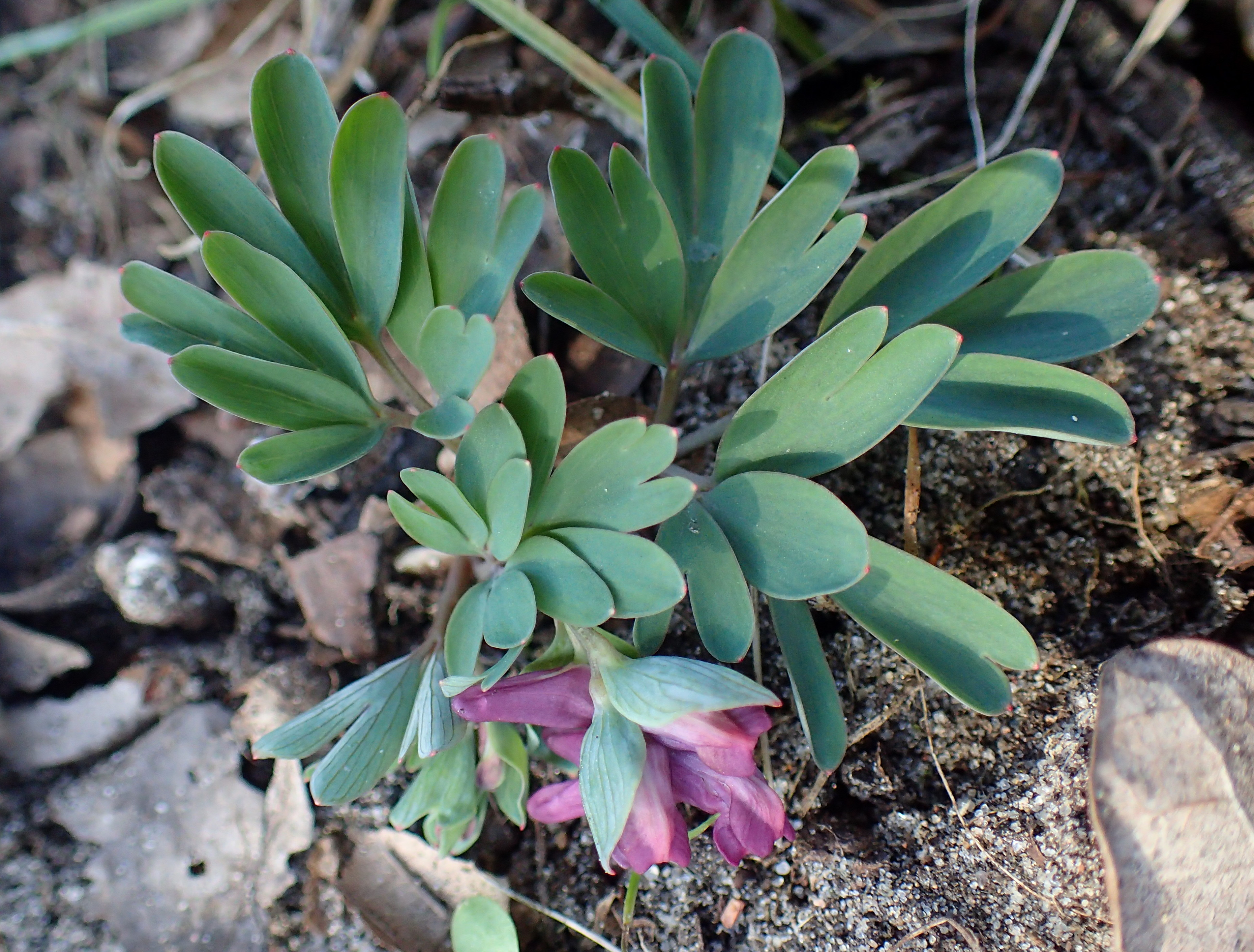
Vue d'ensemble d'une corydale intermédiaire photographiée en Pologne.

C'est une espèce plus petite (5 à 15 cm) que l'espèce voisine Corydalis solida et d’aspect plus ramassé. La tige porte une à deux feuilles découpées. Les bractées foliacées sont ovales et non découpées. Les fleurs sont rose pâle à purpurines, nettement plus petites que celles de la corydale solide. La floraison a lieu d'avril à mai.

## Distribution
L'espèce est originaire d'Europe.
En France, on la trouve en régions montagneuses (Alpes, Jura).